# Рюмки (Ленинградская область)
Рю́мки (фин. Ryömi) — деревня в Аннинском городском поселении Ломоносовского района Ленинградской области.

## История
В шведской переписи 1678 года упоминается как Römmin Caupungi.
Обозначена на карте Санкт-Петербургской губернии 1792 года А. М. Вильбрехта как деревня Рюмка.
На «Топографической карте окрестностей Санкт-Петербурга» Военно-топографического депо Главного штаба 1817 года упомянуты две смежные деревни Рюмки, Большая и Малая из 4 дворов каждая.
Деревни Большие Рюмки из 7 дворов и Малые Рюмки из 5, упоминаются на «Топографической карте окрестностей Санкт-Петербурга» Ф. Ф. Шуберта 1831 года.

МАЛЫЕ РЮМКИ — деревня принадлежит государю великому князю Константину Николаевичу, число жителей по ревизии: 19 м. п., 13 ж. п.

БОЛЬШИЕ РЮМКИ — деревня принадлежит государю великому князю Константину Николаевичу, число жителей по ревизии: 13 м. п., 13 ж. п. (1838 год)

На этнографической карте Санкт-Петербургской губернии П. И. Кёппена 1849 года она обозначена как деревня «Ryömi», расположенная в ареале расселения эвремейсов. В пояснительном тексте к этнографической карте она записана как деревня Ryömi (Малые и Большие Рюмки), а также указано количество её жителей на 1848 год: эвремейсов — 33 м. п., 34 ж. п., савакотов — 3 м. п., 8 ж. п., всего 78 человек.

РЮМКИ МАЛЫЕ — деревня Красносельской удельной конторы Шунгоровского приказа, по просёлочной дороге, число дворов — 7, число душ — 25 м. п.

РЮМКИ БОЛЬШИЕ — деревня Красносельской удельной конторы Шунгоровского приказа, по просёлочной дороге, число дворов — 6, число душ — 15 м. п. (1856 год)

В 1860 году деревня Большие Рюмки насчитывала 4, а  Малые Рюмки — 8 дворов.

РЮМКИ МАЛЫЕ — деревня Павловского городского правления при колодце, по шоссе из Стрельны в Красное Село по правую сторону этого шоссе, в 16½ верстах от Петергофа, число дворов — 6, число жителей: 11 м. п., 13 ж. п. 

РЮМКИ БОЛЬШИЕ — деревня Павловского городского правления при ручье Роголовском, по шоссе из Стрельны в Красное Село по правую сторону этого шоссе, в 16 верстах от Петергофа, число дворов — 8, число жителей: 21 м. п., 19 ж. п. (1862 год)

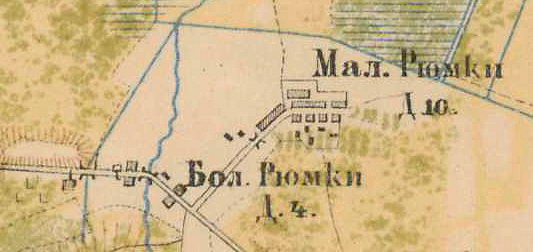
План деревень Большие и Малые Рюмки. 1885 год

В 1885 году деревня Большие Рюмки насчитывала 4 двора, Малые Рюмки — 10.
В конце XIX — начале XX века деревни административно относились к Константиновской волости 1-го стана Петергофского уезда Санкт-Петербургской губернии. По приходским данным население деревень было исключительно финским.
К 1913 году количество дворов в обеих деревнях увеличилось до 17.
С 1917 по 1919 год деревни Большие Рюмки и Малые Рюмки входили в состав Ямалайзского сельсовета Шунгоровской волости Петергофского уезда.
С 1919 года в составе Стрельно-Шунгоровской волости.
С 1923 года в составе Стрельнинской волости Троцкого уезда.
Согласно данным переписи населения СССР 1926 года в деревне Рюмки Большие проживали 46 человек — все финны; в деревне Рюмки Малые проживали 83 человека — все финны.
С 1927 года в составе Урицкого района.
С 1928 года в составе Шунгоровского сельсовета.
С 1930 года в составе Ленинградского Пригородного района.
По данным 1933 года деревни Рюмки Большие и Рюмки Малые входили в состав Шунгоровского финского национального сельсовета Ленинградского Пригородного района.
С 1936 года в составе Красносельского района.

План деревни Рюмки. 1939 год

Согласно топографической карте РККА 1939 года деревня Рюмки насчитывала 27 дворов и состояла из двух частей — Большие Рюмки и Малые Рюмки.
В 1940 году население деревень Большие Рюмки и Малые Рюмки составляло 159 человек.
Деревни были освобождены от немецко-фашистских оккупантов 20 января 1944 года.
С 1955 года в составе Ломоносовского района.
С 1963 года в составе Гатчинского района.
С 1965 года вновь в составе Ломоносовского района. В 1965 году население деревень Большие Рюмки и Малые Рюмки составляло 134 человека.
По данным 1966 года деревня Рюмки также находилась в составе Шунгоровского сельсовета.
По данным 1973 и 1990 годов деревня Рюмки входила в состав Аннинского сельсовета Ломоносовского района.
В 1997 году в деревне проживали 47 человек, в 2002 году — 57 человек (русские — 77 %), в 2007 году — 34.

## География
Деревня расположена в северо-восточной части района на автодороге 41К-139 (Аннино — Разбегаево) («Аннинское шоссе»).
Расстояние до посёлка Аннино — 2 км.
Расстояние до ближайшей железнодорожной станции Горелово — 8 км.

## Демография
| 1862 | 2002 | 2007 | 2010 | 2017 |
| ---- | ---- | ---- | ---- | ---- |
| 64   | ↘57  | ↘34  | ↗69  | ↘50  |

## Инфраструктура
В деревне есть кладбище и православный храм Рождества Иоанна Предтечи.

## Транспорт
Автобусы: 
- № 458 (Красное Село, вокзал — Разбегаево)
- № 458А (станция Горелово — Иннолово)
- № 458Б (Красное Село, вокзал — Иннолово)
- № 653А (Ломоносов, вокзал — Аннино)

Маршрутные такси:
- № 105А ( «Проспект Ветеранов» — Иннолово)

## Улицы
Александра Чечётенко, Глуховский тракт, Детскосельская, Медовое кольцо, Нектарный переулок, Оранжерейная, Пасечная, Пчелиный переулок, Разнотравная, Хозяйская.